# Sanfrid Mustonen
Bror Anders Sanfrid Mustonen, född 25 februari 1859 i Joensuu, död 10 april 1926 i Detroit, var en finländsk-amerikansk sångare, körledare och tidningsman.
Mustonen studerade sång i Finland, London och Berlin och emigrerade till USA 1890. Under sin tid i New York grundade han kören Wäinön Veikot och slog sig 1893 ner i Calumet, Michigan, där han samma år grundade kören Suomen Sävel, som 1913 gjorde en längre turné genom USA, Sverige och Finland. Kören bestod då av trettio medlemmar, hemmahörande i Massachusetts, Illinois, Minnesota och Rhode Island. Kören gav konserter i Minneapolis, Chicago, Buffalo och New York, varifrån resan till Skandinavien inleddes den 4 juni. Kören gick även under namnet "elitkören" och gjorde som "Finnish-American Elite Choir" sex grammofoninspelningar 1913 med Mustonen som dirigent. Samma år sjöng Mustonen in fem skivor tillsammans med hustrun Josefina Mustonen, född Juopperi (1882–1964). År 1925 ledde han en europaturné med sångare från ett flertal körer i Detroit med omnejd.
I över trettio år var Mustonen verksam i Calumet och flyttade senare till Negaunee, där han grundade kören Vaasa. Vid sidan om sin musikaliska karriär var Mustonen professor och satt i redaktionsledningen för flera amerikafinländska tidningar, både i Calumet, där han var medgrundare till Päivälehti 1901, och senare i Detroit.

## Skivinspelningar

### 16 juni 1913
(som dirigent för Finnish-American Elite Choir)
- Linjaalirattaat
- Maamme
- Myrsky yö merellä
- Porilaisten marssi
- Suomen laulu
- Terve Suomeni maa

### 23 juli 1913
(tillsammans med Josefina Mustonen)
- Poikien talkoo
- Heilu keinuni
- Henna ja Manu
- Tukkijoella lauluja ja näytelmästä
- Tyttöjen talkoo